# 八坪町
八坪町（やつぼちょう）は、愛知県名古屋市北区の地名。

## 歴史

### 町名の由来
杉村の字八坪に由来する。字名自体は、犬山城主成瀬正虎に招聘された竹夭和尚に与えた土地が八坪であったことによるとも、古代条里制の名残ともいう。

### 沿革
- 1934年（昭和9年）6月1日 - 東区杉村町の一部により、同区八坪町として成立する[2]。
- 1944年（昭和19年）2月11日 - 北区編入に伴い、同区八坪町となる[2]。
- 1980年（昭和55年）11月23日 - 清水二丁目・清水三丁目・清水四丁目・清水五丁目・柳原三丁目にそれぞれ編入され、消滅[2]。